# Gråbrun spröding
Gråbrun spröding (Psathyrella spadiceogrisea) är en svampart som först beskrevs av Jakob Christan Schaeffer, och fick sitt nu gällande namn av René Charles Maire 1937. Gråbrun spröding ingår i släktet Psathyrella och familjen Psathyrellaceae.  Arten är reproducerande i Sverige. Inga underarter finns listade i Catalogue of Life.

## Bildgalleri

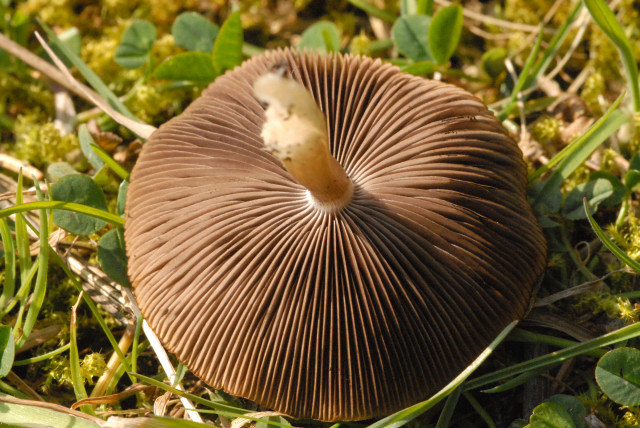